# サウス・フェリー駅 (IRT高架線)
サウス・フェリー駅 (South Ferry) は、マンハッタン区ロウアー・マンハッタンのバッテリー・パークに隣接して存在していたIRT2番街線・3番街線・6番街線・9番街線の廃駅である。
駅はバッテリー・マリタイム・ビルディングとホワイトホール・ターミナルの両フェリーターミナルのすぐそばに位置し、島式ホーム2面と2・3番街線共用線路2線、6・9番街線共用線路2線を有した2面4線の構造であった。2・3番街線の隣駅はハノーバー・スクエア駅、6・9番街線の隣駅はバッテリー・プレイス駅である。
駅は1877年4月5日に9番街線のターナミル駅として島式ホーム1面2線で開業した。その後1878年8月26日に3番街線が開業し、駅構内は両線共用として駅北側で9番街線に合流していた。しかし、列車の本数が増えた結果2路線の列車を現状の設備で捌くことが困難となったため、1879年3月に2面4線の廃止時の構造の駅に造り替えた。なお、この時開業時の1面2線の駅の隣にもう1つ1面2線の駅を置くのではなく、開業時の駅を解体し新しい駅を建設している。後に2番街線が3番街線に、6番街線が9番街線に乗り入れる形で当駅まで列車を直通させている。1919年には駅で火災が発生しホワイトホール・ターミナルにも損傷を与えている:55。
地下鉄の路線が充実してくると高架鉄道の乗客数は減少の一途を辿った。6番街線は地下鉄IND6番街線の建設のため1938年12月4日に廃止。9番街線も地下鉄IND8番街線の開通によって乗客が減少し1940年6月11日に廃止。2番街線は地下鉄IND2番街線の建設のため1942年6月13日に廃止。3番街線も当駅 - チャタム・スクエア駅間が1950年12月22日に廃止され、それと同時に当駅も廃止となった。現在はIRTブロードウェイ-7番街線・BMTブロードウェイ線サウス・フェリー/ホワイトホール・ストリート駅がこの地区へのアクセスを担っている。